# Baía de Todos-os-Santos
A Baía de Todos-os-Santos (BTS) é uma reentrância da costa litorânea brasileira localizada no estado da Bahia. Estende-se por 1 233 quilômetros quadrados, com profundidade média de 9,8 metros, chegando até 70 metros, com visibilidade de mergulho entre 10 e 20 metros. Ela é a terceira maior baía do Brasil, após a Baía de São Marcos (2 568 quilômetros quadrados) e São José (1 309 quilômetros quadrados), ambas no Maranhão. Porém, também é referida como a maior baía do país e segunda maior do mundo. Em 2014, recebeu da Marinha do Brasil o título de capital da Amazônia Azul.
Dela originou-se o nome da capitania, província e atual estado brasileiro. A unidade federativa, entretanto, manteve a letra 'h' no substantivo, conforme grafia da língua portuguesa da época. A baía era denominada pelos tupinambás de Kirimurê, cujo significado é "grande mar interior".

## História

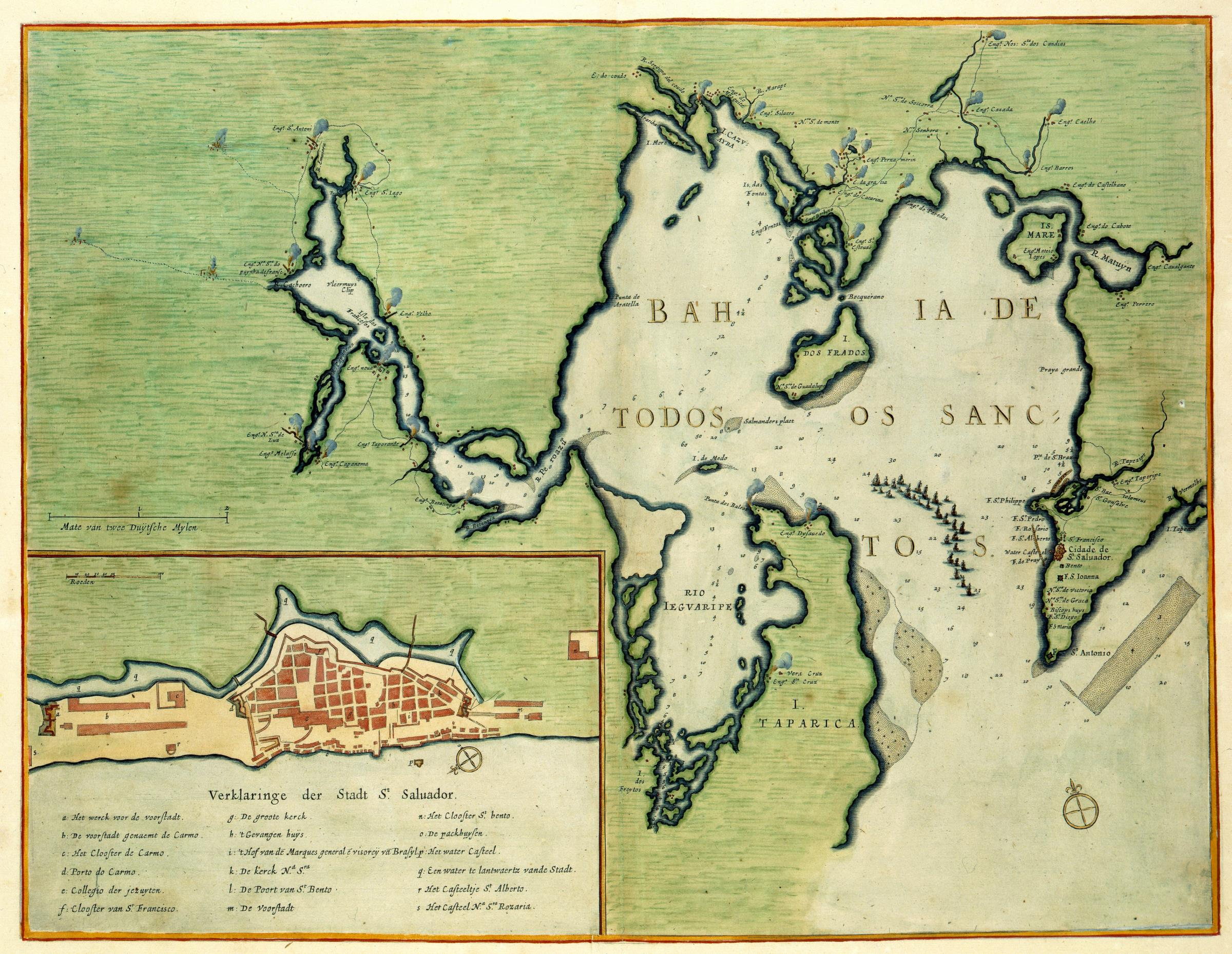
Mapa do século XVII da baía de Todos os Santos

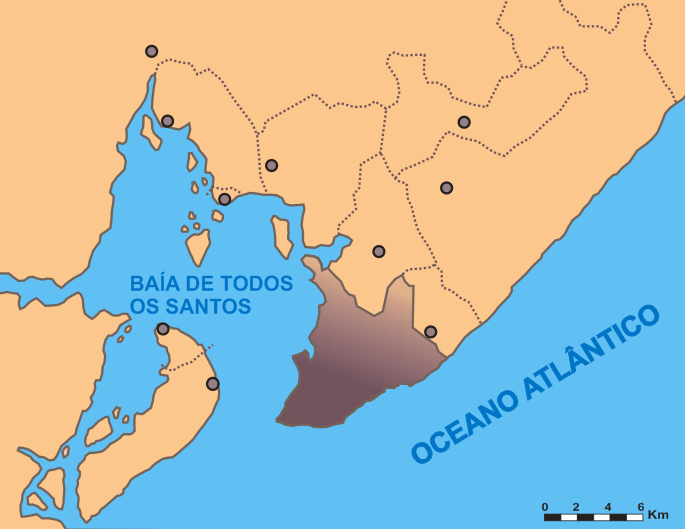
Mapa da baía de Todos os Santos e os limites atuais de municípios da Região Metropolitana de Salvador

A larga e profunda baía encantou navegadores, piratas e colonizadores, bem como despertou o interesse do governo português por ser um excelente ancoradouro natural, um estratégico sítio defensivo, com águas piscosas e terras com boa fertilidade.
Foi nominada em 1501 quando uma expedição portuguesa comandada por Gaspar de Lemos e acompanhada por Américo Vespúcio, cartógrafo e escritor italiano, que daria nome a todo o continente americano, foi enviada para mapear as novas terras, descobertas um ano antes por Pedro Álvares Cabral. Era o dia 1º de novembro, Dia de Todos os Santos na tradição da religião católica. Por costume, nomeava-se todos os acidentes geográficos de acordo com os santos dos dias onde os mesmos eram identificados — cabendo à baía, portanto, este nome.
A relevância estratégica do local, associada à existência de colinas e acidentes geográficos a leste (relevo que permitiria o costume medieval de fortificação das cidades), foram decisivas para que Tomé de Sousa mais tarde escolhesse a região para fundar, por ordens do rei de Portugal, a cidade que seria a sede da primeira capital da colônia portuguesa — Salvador.
A baía de Todos-os-Santos abrigou durante o período colonial um dos maiores portos exportadores do Hemisfério Sul, de onde eram enviados às metrópoles europeias parte do açúcar brasileiro e até prata boliviana, sendo o porto de Salvador um dos que mais receberam escravos africanos no Novo Mundo.
A baía de Todos-os-Santos foi declarada sede da Amazônia Azul (extensão que reúne 4,5 milhões de quilômetros quadrados dos 8,5 milhões de quilômetros quadrados de costa brasileira) no dia 25 de setembro de 2014, durante o I Fórum Internacional de Gestão de Baías, realizado no Palácio da Associação Comercial da Bahia (ACB), em Salvador. A proposta foi a de estabelecer um marco mundial de debates sobre a economia do mar, inteligência naval e cadeia produtiva.

## Geografia
A baía de Todos os Santos é um grande estuário, com circulação forçada principalmente pelas marés, gradientes fisico-químicos entre a sua entrada e seu interior, o que resulta em variados nichos ecológicos, e circulação gravitacional permanentemente estabelecida. Salinidades similares à oceânica promovem a existência de vários recifes de coral entre a Ilha dos Frades e a ponta de Mont Serrat. 

Mapa com as ilhas da baía, e alguns outros acidentes geográficos

Penetrando 80 quilômetros adentro no continente, no limite máximo de ação da maré, a baía de Todos os Santos possui um contorno litorâneo de 300 km, perfazendo os principais limites o Porto da Barra (ao norte, em Salvador) e a Ponta do Garcês (ao sul, em Jaguaripe), sendo na realidade um pequeno golfo composto por três baías, sendo a baía de Aratu, que abriga atualmente as instalações do Porto de Aratu e da Refinaria Landulfo Alves.
Suas margens forneceram uma das maiores reservas de petróleo em terras continentais do Brasil. De uma barra à outra da baía medem-se 14 metros de amplitude, sendo que da Ponta da Penha até a Ponta de Itaparica temos aproximadamente 9 km de extensão.
A borda leste da baía é marcada por uma retilínea e íngreme escarpa tectônica, a escarpa da falha de Salvador, remanescente do período de separação do continente africano há uns 150 milhões de anos atrás. Por possuir muitas vistas panorâmicas do alto da escarpa, a cidade de Salvador é conhecida também como cidade-belvedere.
Nela estão localizadas 56 ilhas, dentre as quais a maior e mais importante é a de Itaparica. Outras ilhas importantes da baía são: ilha dos Frades, ilha de Maré, Ilha Bimbarras, ilha de Bom Jesus e a estação ecológica da Ilha do Medo. Outras ilhas importantes, que compõem roteiros turísticos, são Madre de Deus, Matarandiba, Saraíba, Cajaíba, São João, Mutá, Olho Amarelo, Caraíbas, Malacaia, Porcos, Carapitubas, Canas, Ponta Grossa, Fontes, Paty, Santos, Coqueiros, Itapipuca, Grande, Pequena, Madeira, Chegado, Topete, Guarapira, Monte Cristo, Coroa Branca e Uruabo.

## Turismo

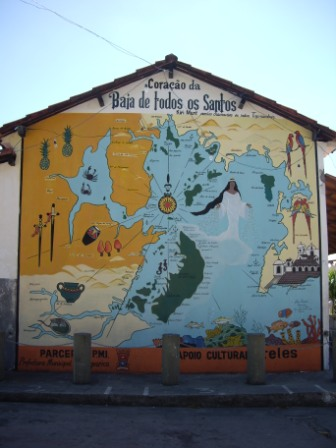
Mapa folclórico da baía de Todos-os-Santos pintado numa parede

A região é bastante procurada para a prática de esportes náuticos, como vela, remo, regata e canoagem, sendo por isso realizada muitas competições do tipo em suas águas calmas também propícias para o mergulho e stand up paddle. Também ocorre por lá a tradicional procissão marítima do Bom Jesus dos Navegantes, no primeiro dia do Ano Novo. A região possui uma grande diversidade natural, formada por mata Atlântica, bananais, manguezais, coqueirais e recifes de corais.

## Proteção ambiental
A baía foi considerada alvo de medida de proteção ambiental, através do Decreto Estadual 7 595, de 5 de junho de 1999, como área de proteção ambiental — a Área de Preservação Ambiental da Baía de Todos-os-Santos. Nela estão incluídas as águas da baía e suas ilhas. Abrange os municípios de Cachoeira, Candeias, Itaparica, Jaguaripe, Madre de Deus, Maragogipe, Salinas da Margarida, Salvador, Santo Amaro, São Francisco do Conde, Saubara, Simões Filho e Vera Cruz.